# ヴィクトル・ブリズギン
ヴィクトル・ブリズギン（Viktor Arkadyevich Bryzhin、ウクライナ語: Віктор Аркадійович Бризгін、1962年8月22日 ‐ ）は、ソビエト連邦（ウクライナ）・ルハーンシク出身で短距離走を専門にしていた元陸上競技選手。1988年ソウルオリンピック男子4×100mリレーの金メダリストである。室内60mの手動計時世界最高記録保持者でもある。

## 家族
妻のオルガは4×400mリレーの世界記録保持者で、オリンピックと世界選手権を通じて5つの金メダルを獲得した名スプリンター。娘のエリザベタとアナスタシアも国際レベルのスプリンターで、エリザベタは2012年ロンドンオリンピック4×100mリレーで銅メダルを獲得、アナスタシアは2017年ロンドン世界選手権に19歳で出場した実績を持つ（400mと4×400mリレー）。

## 経歴
1983年2月4日にキエフで行われた室内大会の60mにおいて6秒3の手動計時世界最高タイ記録をマーク。その後も1985年に2回、1988年に3回、1991年に1回、1992年に2回、6秒3の手動計時世界最高タイ記録をマークした。
1983年8月のヘルシンキ世界選手権男子4×100mリレー決勝でソビエト連邦チームのアンカーを務め（1走アンドレイ・プロコフィエフ、2走ニコライ・シドロフ、3走ウラジミール・ムラヴィヨフ）、38秒41の3位で銅メダル獲得に貢献した。
1987年8-9月のローマ世界選手権に出場すると、男子100mは1次予選、2次予選、準決勝の3ラウンド全てを10秒2台で通過し、この種目においてソビエト連邦勢初のファイナリストになった。決勝は10秒25（+1.0）の5位でメダルは逃したが（当初は6位。ベン・ジョンソンのドーピング処分で順位繰り上がり）、これはこの種目におけるソビエト連邦勢の最高成績である。男子4×100mリレー決勝ではソビエト連邦チームの2走を務め（1走アレクサンドル・イェフゲニエフ、3走ウラジミール・ムラヴィヨフ、4走ウラジミール・クリロフ）、38秒02のヨーロッパ新記録（当時）を樹立しての2位に貢献。優勝したアメリカには0秒12及ばなかったものの、2大会連続となるメダルを獲得した。
1988年10月のソウルオリンピック男子4×100mリレー決勝ではソビエト連邦チームの1走を務め（2走ウラジミール・クリロフ、3走ウラジミール・ムラヴィヨフ、4走ヴィタリー・サビン）、38秒19で優勝に貢献。この種目では1980年モスクワ大会以来2つ目となる金メダルをソビエト連邦にもたらした。

## 自己ベスト
記録欄の（　）内の数字は風速（m/s）で、+は追い風を意味する。
| 種目 | 記録          | 年月日        | 場所       | 備考 |
| 屋外 | 屋外          | 屋外          | 屋外       | 屋外 |
| ---- | ------------- | ------------- | ---------- | ---- |
| 100m | 10秒11 (+1.9) | 1986年6月21日 | タリン     |      |
| 室内 |               |               |            |      |
| 50m  | 5秒78         | 1986年1月25日 | ベルリン   |      |
| 60m  | 6秒60         | 1987年2月6日  | ペンザ     |      |
| 200m | 21秒31        | 1983年3月6日  | ブダペスト |      |

## 主要大会成績
備考欄の記録は当時のもの
| 年   | 大会                      | 場所               | 種目    | 結果    | 記録          | 備考           |
| ---- | ------------------------- | ------------------ | ------- | ------- | ------------- | -------------- |
| 1983 | ヨーロッパ室内選手権 (en) | ブダペスト         | 60m     | 5位     | 6秒69         |                |
| 1983 | ヨーロッパ室内選手権 (en) | ブダペスト         | 200m    | 準決勝  | DQ            |                |
| 1983 | 世界選手権                | ヘルシンキ         | 100m    | 2次予選 | 10秒55 (-1.1) |                |
| 1983 | 世界選手権                | ヘルシンキ         | 4x100mR | 3位     | 38秒41 (4走)  |                |
| 1986 | グッドウィルゲームズ (en) | モスクワ           | 100m    | 決勝    | 10秒31        | 総合10位       |
| 1986 | グッドウィルゲームズ (en) | モスクワ           | 4x100mR | 2位     | 38秒19 (4走)  |                |
| 1986 | ヨーロッパ選手権 (en)     | シュトゥットガルト | 100m    | 9位     | 10秒38 (-0.1) |                |
| 1986 | ヨーロッパ選手権 (en)     | シュトゥットガルト | 4x100mR | 優勝    | 38秒29 (4走)  | 大会記録       |
| 1987 | ヨーロッパ室内選手権 (en) | リエヴァン         | 60m     | 予選    | 6秒73         |                |
| 1987 | 世界選手権                | ローマ             | 100m    | 5位     | 10秒25 (+1.0) |                |
| 1987 | 世界選手権                | ローマ             | 4x100mR | 2位     | 38秒02 (2走)  | ヨーロッパ記録 |
| 1988 | オリンピック              | ソウル             | 4x100mR | 優勝    | 38秒19 (1走)  |                |
| 1990 | グッドウィルゲームズ (en) | シアトル           | 4x100mR | 3位     | 38秒96 (1走)  |                |
| 1991 | 世界選手権                | 東京               | 4x100mR | 7位     | 38秒68 (1走)  |                |